# Refiloe Jane
Refiloe Jane (Soweto, 4 de agosto de 1992) é uma futebolista profissional sul-africana que atua como meia.

## Carreira
Refiloe Jane fez parte do elenco da Seleção Sul-Africana de Futebol Feminino, nas Olimpíadas de 2012 e 2016, e Wafcon Marrocos 2022, onde a seleção sul-africana tornou-se campeã africana.